# ويد فيليبس
ويد فيليبس (بالإنجليزية: Wade Phillips)‏ هو لاعب كرة قدم أمريكية أمريكي، ولد في 21 يونيو 1947 في أورانج في الولايات المتحدة.

## وصلات خارجية
- الموقع الرسمي
- ويد فيليبس على موقع إن إن دي بي (الإنجليزية)